# St. Barbara (Andreasberg)

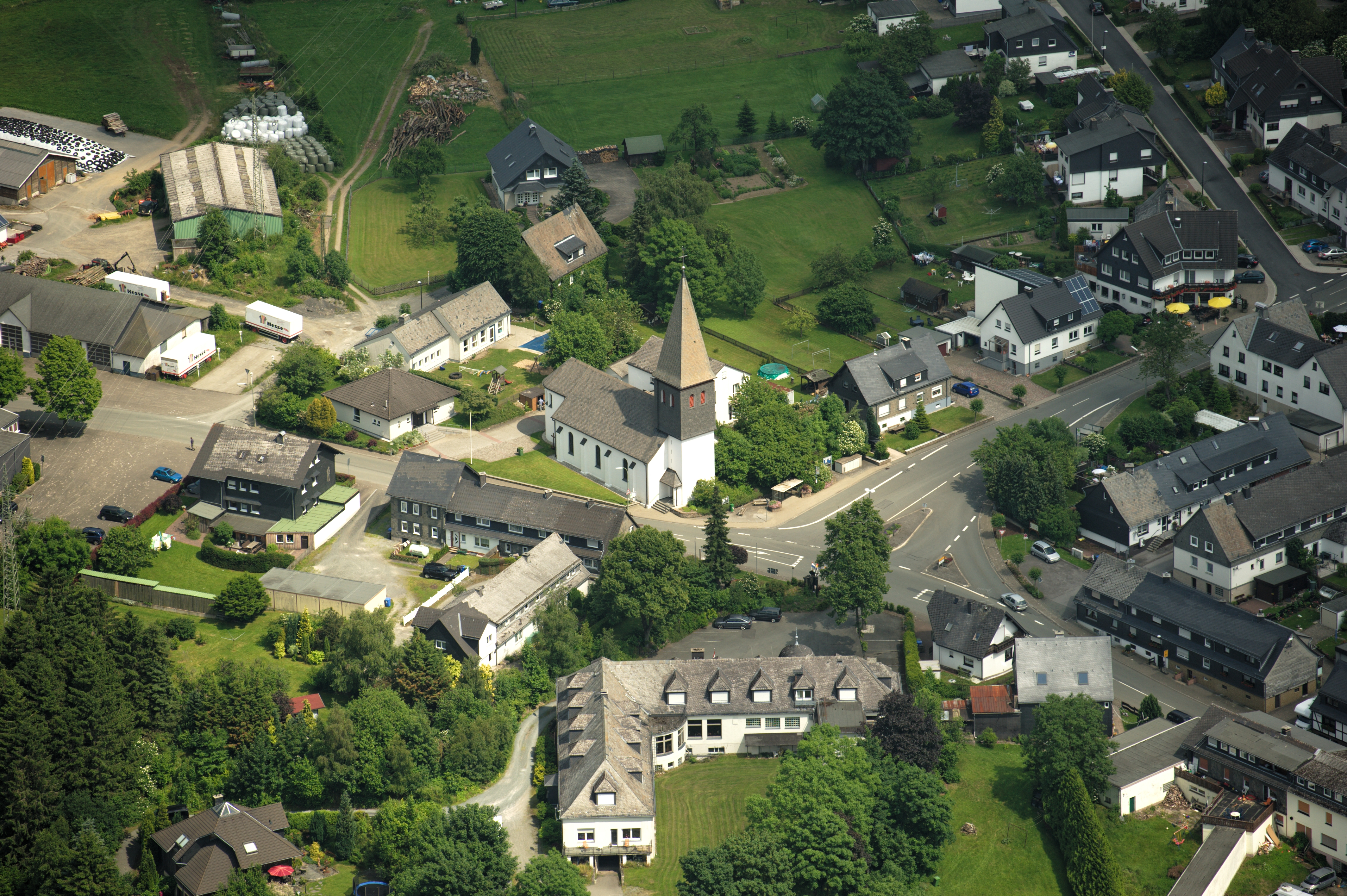
Luftaufnahme von St. Barbara

Die römisch-katholische Kirche St. Barbara ist ein ortsbildprägendes Kirchengebäude in Andreasberg, einem Ortsteil von Bestwig im Hochsauerlandkreis in Nordrhein-Westfalen.

## Geschichte und Architektur
Die 1905 erbaute Kirche wurde wegen des Zuzugs von Bergarbeitern zu klein. Nach Plänen des Architekten Heinrich Stegemann wurde sie von 1962 bis 1963 umfangreich erweitert. Die Choranlage mit einem Sakristeianbau wurde neu errichtet. Der neue längliche Chor schließt mit einer runden Apsis mit einem Kranz von elf kleinen Rundbogenfenstern. Er ist deutlich schmaler als das Langhaus. Die farbintensiven Malereien der Fenster wurden 1963 von Wilhelm Rengshausen gefertigt. Sie zeigen symbolische Darstellungen der sieben Sakramente. In den Innenraum wurde eine flache Decke eingezogen. Der neue Kirchturm ist mit einem Pyramidenhelm bekrönt.

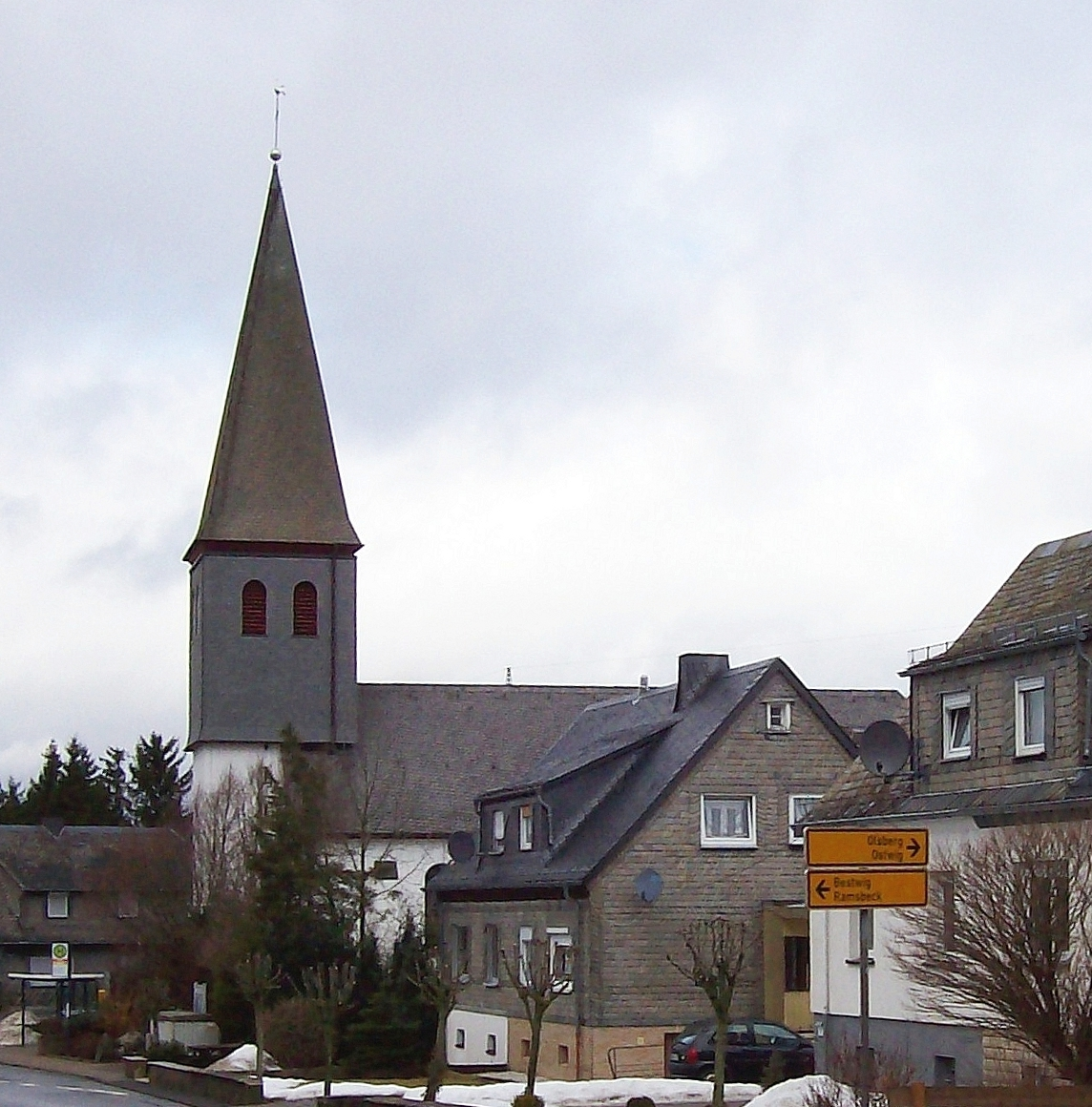
St. Barbara

## Maßnahme gegen Holzwurmbefall
Wegen akutem Holzwurmbefall wurden thermische Maßnahmen zur Schadensabwehr notwendig. Die Kirchenbänke und andere Teile der Einrichtung wurden in eine stationäre Thermokammer nach Lippstadt verbracht und die Orgel wurde mit Spezialfolien verdeckt.